# Suzie Poeder
Suzie Poeder is een Surinaams popzangeres, songwriter en producer. Ze zong solo, in The Devils met Glenn Gaddum en in The Satelite(s) met Harold en/of Ricky (Richard Hoepel). Met de laatste groep had ze een van haar grootste hits, getiteld Nelis joe lat adjing (Nelis, Nelis).

## Biografie
Suzie Poeder speelde in de jaren 1960 in het tienerbandje The Devils, waarin ook Glenn Gaddum meespeelde als toetsenist.
Een grote hit vormde Nelis joe lat adjing (Nelis, Nelis), een disco/kaseko-nummer dat ze in Suriname had opgenomen. Het was rond 1979 een van de eerste Surinaamse singles die in Nederland door de publieke omroep werd opgepakt en daar ook goed werd verkocht. Ze bracht in deze tijd singles solo uit of met Harold Biervliet en/of The Satellite(s).
Ook werkte ze als achtergrondzangeres voor het album Sik joe skien (1978) van de zanger Ricky (Richard Hoepel). Biervliet arrangeerde werk voor haar en ze produceerde ook een deel van haar werk zelf. Met Carlo Dundas & Tropicana & The Satellites bracht ze na 1985 een elpee uit, waarvan ze zelf de helft van de nummers schreef.

## Discografie
Albums
- Suzie Poeder and Carlo Dundas with Tropicano and The Satellites

Singles
Solo, of met Harold Biervliet en/of The Satellite(s)
- 1979: If you ever change your mind
- 1979: Bring back my love
- 1980: Mama mi mag go dansi wan disco
- 1981: Sranang é kré
- 1979: Nelis joe lat adjing (Nelis, Nelis)